# مقدارویژه و بردارویژه
در جبر خطی، یک بردارویژه (به انگلیسی: Eigenvector، ‎/ˈaɪɡənˌvɛktər/‎) یا بردار مشخصه یک تبدیل خطی، یک بردار ناصفر است که وقتی آن تبدیل خطی رویش اعمال شود، حاصل برابر اسکالری ضرب در آن بردار خواهد بود (این کار باعث تغییر مقیاس، یا تغییر اندازه بردار می‌شود، ولی راستا آن را تغییر نمی‌دهد). مقدارویژه (به انگلیسی: Eigenvalue) متناظر با یک بردار ویژه که اغلب به صورت {\displaystyle \lambda } نشان داده می‌شود، همان اسکالری است که در توصیف بردار ویژه ضرب شد.
از نظر هندسی، یک بردارویژه متناظر با یک مقدارویژه حقیقی ناصفر، به سمتی اشاره می‌کند که توسط تبدیل خطی مورد نظر کشیده می‌شود، همچنین مقدارویژه متناظر با این بردار ویژه نیز فاکتوری است که توسط آن کشیدگی صورت گرفته. اگر مقدارویژه منفی باشد، جهت برعکس می‌شود. به بیان نادقیق، در فضای برداری چند بعدی، بردارویژه دوران نمی‌کند.

## تعریف صوری
اگر {\displaystyle T} یک تبدیل خطی از فضای برداری {\displaystyle V} به خودش، روی میدانی چون {\displaystyle F} باشد، و {\displaystyle \mathbf {v} } یک بردار ناصفر در {\displaystyle V} باشد، آنگاه {\displaystyle \mathbf {v} } یک بردارویژه {\displaystyle T} است اگر {\displaystyle T(\mathbf {v} )} ضریب اسکالری از {\displaystyle \mathbf {v} } باشد. بدین شکل:
{\displaystyle T(\mathbf {v} )=\lambda \mathbf {v} ,}
که در آن {\displaystyle \lambda } یک اسکالر در {\displaystyle F} است که به آن مقدارویژه، مقدار مشخصه یا ریشه مشخصه متناظر با {\displaystyle \mathbf {v} } نیز می‌گویند.
برای یک پایه خاص، تناظر مستقیمی بین ماتریس‌های مربعی n-در-n و تبدیلات خطی از یک فضای برداری n-بعدی به خودش وجود دارد. ازین رو، در یک فضای برداری متناهی-بعدی، به‌طور معادل می‌توان مقادیر و بردار ویژه‌ها را با استفاده از زبان ماتریس‌ها یا زبان تبدیلات خطی توصیف نمود.
اگر {\displaystyle V} یک فضای برداری متناهی-بعدی باشد، تعریف فوق معادل است با:
{\displaystyle A\mathbf {u} =\lambda \mathbf {u} }
که در آن {\displaystyle A} نمایش ماتریسی {\displaystyle T} و {\displaystyle \mathbf {u} } بردار مختصاتی {\displaystyle \mathbf {v} } است.

## بررسی کلی
مقدارویژه و بردارویژه اغلب در تحلیل تبدیلات خطی بروز پیدا می‌کنند. پیشوند انگلیسی -eigen در انگلیسی از کلمه eigen آلمانی گرفته شده (هم‌خانواده با کلمه انگلیسی own) که در آلمانی به معنای «مناسب»، «مشخصه»، «خود» می‌باشد. در اصل، از این مفاهیم جهت مطالعه محورهای اصلی دوران اجسام صلب استفاده می‌شد، اما بعد کاربردهای گسترده‌تری چون این موارد پیدا کردند: تحلیل پایداری، تحلیل ارتعاش، اوربیتال‌های اتمی، تشخیص چهره و قطری سازی ماتریس.
اساساً بردار ویژه ای چون {\displaystyle \mathbf {v} } از یک تبدیل خطی {\displaystyle T}، برداری ناصفر است با این ویژگی که اگر {\displaystyle T} بر آن اعمال شود، تغییر راستا ندهد. اعمال {\displaystyle T} به بردارویژه مورد نظر، تنها مقیاس بردار ویژه را به نسبت {\displaystyle \lambda } تغییر می‌دهد (یعنی طول آن را تغییر می‌دهد)، به {\displaystyle \lambda } مقدارویژهٔ بردارویژه {\displaystyle \mathbf {v} } گویند. این شرط را می‌توان با معادله زیر بیان کرد:
{\displaystyle T(\mathbf {v} )=\lambda \mathbf {v} ,}
که به آن معادله ویژه گویند. در کل، {\displaystyle \lambda } ممکن است هر اسکالری باشد. به عنوان مثال، {\displaystyle \lambda } ممکن است منفی باشد، در این صورت، بردارویژه جهت تحت تغییر مقیاس تغییر جهت می‌دهد، همچنین مقدار ویژه ممکن است صفر یا یک عدد مختلط باشد.

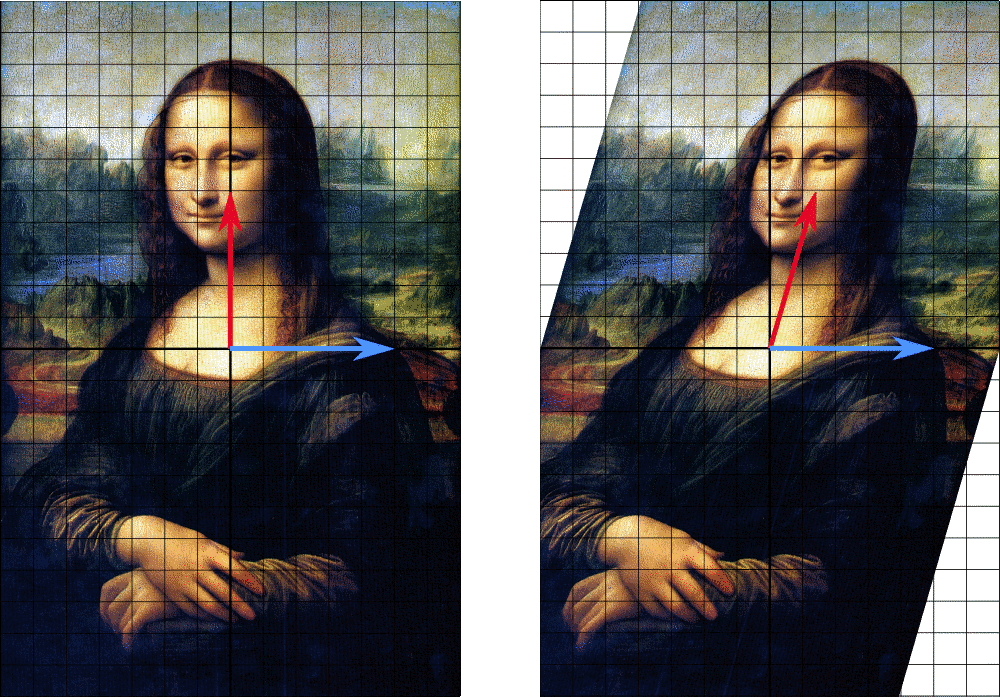
در این نگاشت برشی، بردار قرمز تغییر جهت داده اما بردار آبی بین دو تصویر بدون تغییر جهت است. بردار آبی رنگ بردارویژه این نگاشت برشی است چرا که تغییر جهت نداده. از آنجا که بردار آبی تغییر مقیاس هم نداده (یعنی طولش تغییر نیافته‌است)، پس مقدارویژه آن ۱ خواهد بود.

تصویر مونا لیزا در اینجا، مثالی تصویری و شهودی ازین بحث است. تبدیل خطی در این مثال را نگاشت برشی می‌نامند. نقاط نیمه بالایی به سمت راست جابجا شده‌اند و نقاط نیمه پایینی به سمت چپ. میزان جابجایی نقاط متناسب با این است که به چه میزان از محور افقی فاصله دارند؛ بنابراین بردارهایی که به هر نقطه از تصویر اصلی اشاره کرده بودند، با این تبدیل (بسته به موقعیتشان) طولانی‌تر یا کوتاه‌تر می‌شوند. نقاطی که در طول محور افقی قرار دارند هیچ تغییر موقعیتی نمی‌دهند و جابجا نمی‌شوند؛ لذا، هر برداری که مستقیماً به راست یا چپ اشاره کنند و مؤلفه عمودیشان صفر باشد، بردار ویژه ای برای این تبدیل محسوب می‌شوند، چون تحت این تبدیل تغییر جهت نمی‌دهند. به علاوه، چنین نگاشتی باعث تغییر طول نیز نمی‌شود.

## فضای برداریبا بعد متناهی
در فضاهای برداری متناهی، می‌توانیم مسئله مقدارویژهٔ را به شیوهٔ ضرب ماتریسی بنویسیم. ماتریس مربعی {\displaystyle A\!} نگاشت خطی است. بردار ناصفر {\displaystyle x\!} را بردارویژه {\displaystyle A\!} و عدد {\displaystyle \lambda \!} را مقدارویژه آن می‌گوییم، چنانچه معادله ماتریسی زیر بین آن‌ها برقرار باشد:
{\displaystyle Ax=\lambda x\!}
در معادله ماتریسی حاضر دو مجهول وجود دارد: بردارویژه {\displaystyle x\!} و مقدارویژه {\displaystyle \lambda \!}. پس حل یکتایی برای آن وجود ندارد.
برای نمونه:
ماتریس زیر را در نظر می‌گیریم:
{\displaystyle A={\begin{bmatrix}1&2\\2&1\\\end{bmatrix}}}
معادله ماتریسی بالا خواهد شد:
{\displaystyle {\begin{bmatrix}1&2\\2&1\\\end{bmatrix}}{\begin{bmatrix}x_{1}\\x_{2}\\\end{bmatrix}}=\lambda {\begin{bmatrix}x_{1}\\x_{2}\\\end{bmatrix}}}
ابتدا معادله را به صورت همگن درآورده و بردار
```

  

    

      

        

          

            
[

            

              

                

                  

                    
x

                    

                      
1

                    

                  

                

              

              

                

                  

                    
x

                    

                      
2

                    

                  

                

              

            

            
]

          

        

      

    

    
{\displaystyle {\begin{bmatrix}x_{1}\\x_{2}\\\end{bmatrix}}}

  

```

را که قرار است بردار ویژه ما باشد در فاکتور قرار می‌دهیم:
{\displaystyle {\begin{pmatrix}{\begin{bmatrix}1&2\\2&1\\\end{bmatrix}}-\lambda {\begin{bmatrix}1&0\\0&1\\\end{bmatrix}}\end{pmatrix}}{\begin{bmatrix}x_{1}\\x_{2}\\\end{bmatrix}}=0}
در واقع ما از ماتریس همانی (یکه) دوبعدی به‌خاطر حفظ طبیعت ماتریسی جمله‌ها استفاده کرده‌ایم. پس از ضرب {\displaystyle \lambda } در ماتریس همانی و تفریق دو ماتریس داریم:
{\displaystyle {\begin{bmatrix}1-\lambda &2\\2&1-\lambda \\\end{bmatrix}}{\begin{bmatrix}x_{1}\\x_{2}\\\end{bmatrix}}=0}
معادله ماتریسی حاصل حالتی خاص دارد. به منظور مقایسه و جهت وضوح در ادامه، معادله اسکالر بسیار ساده زیر را در نظر می‌گیریم:
{\displaystyle ay=0\!}
که در اینجا {\displaystyle a\!} عددی ثابت است. متغیر مجهول {\displaystyle y\!}، تنها و تنها، زمانی جواب غیر از صفر اختیار می‌کند که داشته باشیم:
{\displaystyle a=0\!}
که در این صورت، هر عددی جواب این معادله است.
برای معادله ماتریسی هم درست همین حالات را داریم؛ یعنی، برای وجود جواب‌های غیر صفر به بردار ویژه
```

  

    

      

        
x

        
=

        

          

            
[

            

              

                

                  

                    
x

                    

                      
1

                    

                  

                

              

              

                

                  

                    
x

                    

                      
2

                    

                  

                

              

            

            
]

          

        

      

    

    
{\displaystyle x={\begin{bmatrix}x_{1}\\x_{2}\\\end{bmatrix}}}

  

```

لازم است که دترمینان ماتریس ضرایب صفر شود، و اقناع همین شرط است که به شکل‌یابی معادله مشخصه ماتریس {\displaystyle A\!} می‌انجامد. پس، داریم:
{\displaystyle \det {\begin{bmatrix}1-\lambda &2\\2&1-\lambda \end{bmatrix}}=(1-\lambda )^{2}-4=0.}
با حل این معادله درجه دوم دو جواب زیر برای دو مقدار ویژه ماتریس مفروض به‌دست می‌آیند:
{\displaystyle \lambda _{1}=3,\lambda _{2}=-1\!}

## نکات و اشارات
تجزیه مقادیر ویژه را می‌توان تکنیکی بسیار مؤثر و قوی در تبدیل پیچیدگی به سادگی دانست. با نگاهی دقیق به این معادله می‌شود رمز این توانائی را تا حدودی دید:
ضرب ماتریس {\displaystyle A\!} در بردار {\displaystyle x\!} در سمت چپ (عملی سنگین) به ضرب تنها و تنها یک اسکالر ساده در همان بردار (عملی سبک و سریع) در سمت راست تقلیل یافته‌است.
اگر قرار باشد بردار A در ماتریس T به میزان n بار ضرب شود عمل به توان رساندن T از نظر محاسباتی بسیار پرهزینه و زمان‌بر است. اگر ماتریس T قطری باشد به توان رساندن ماتریس T برابر با، به توان‌رساندن قطر ماتریس است. در صورتی که T قطری نباشد برای کاهش حجم محاسبات و ساده‌سازی، باید از مقدار ویژه و بردار ویژه استفاده کرد.

## فضاهای بی‌نهایت بعدی
توابع پیوسته ریاضی را می‌توان بردارهایی با تعداد بی‌نهایت مؤلفه در نظر گرفت، که در فضایی بی‌نهایت بعدی جای گرفته باشد. عمل‌گرهای قابل اعمال بر این‌گونه بردارها هم بی‌نهایت بعدی بوده و استفاده از مقدار ویژه‌های آن‌ها نقشی کارسازتر و پراهمیت‌تر به خود می‌گیرد.

### عمل‌گر مشتق‌گیری
به عنوان یک مثال ساده و بسیار پر استفاده، عمل‌گر مشتق‌گیری از توابع مشتق‌پذیر ریاضی را در نظر می‌گیریم:
{\displaystyle {\frac {d}{dx}}f(x)=g(x)\!}
در این‌جا عمل‌گر {\displaystyle {\frac {d}{dx}}\!} بر روی تابع مشتق‌پذیر {\displaystyle f(x)\!} عمل نموده و تابع {\displaystyle g(x)\!} را به دست داده‌است.
مقدارهای ویژه مرتبط با آن به همان صورتی که در مورد ماتریس‌ها دیدیم معرفی می‌شوند:
{\displaystyle {\frac {d}{dx}}f(x)=\lambda f(x)\!}
در این‌جا به سبب بی‌نهایت بودن بعد فضا، به جای بردار ویژه، عبارت تابع ویژه را داریم. در واقع در جستجوی توابعی هستیم که مشتق مرتبه اول آن‌ها مضربی از خودشان است. با اندکی توجه در می‌یابیم که عمومی‌ترین پاسخ در این‌جا عبارت است از:
{\displaystyle f(x)=e^{i\omega x},\lambda ={i\omega }\!}
چرا که داریم:
{\displaystyle {\frac {d}{dx}}e^{i\omega x}={i\omega }e^{i\omega x}\!}
از همین نقطه است که مهم‌ترین و فراگیرترین تبدیل فیزیک ریاضی -تبدیل فوریه- تولد می‌یابد.

### نظریه
- "Eigen value", Encyclopedia of Mathematics, EMS Press, 2001 [1994]
- "Eigen vector", Encyclopedia of Mathematics, EMS Press, 2001 [1994]
- Eigenvalue (of a matrix) at PlanetMath.
- Eigenvector – Wolfram MathWorld
- Eigen Vector Examination working applet
- Same Eigen Vector Examination as above in a Flash demo with sound
- Computation of Eigenvalues
- Numerical solution of eigenvalue problems Edited by Zhaojun Bai, James Demmel, Jack Dongarra, Axel Ruhe, and Henk van der Vorst
- Eigenvalues and Eigenvectors on the Ask Dr. Math forums: ,

### اپلت‌ها
- Java applet about eigenvectors in the real plane
- Wolfram Language functionality for Eigenvalues, Eigenvectors and Eigensystems